# Ermita de San Miguel de Párraces
La ermita de San Miguel de Párraces es un pequeño templo románico de Villoslada, municipio de Santa María la Real de Nieva (Segovia, España), a unos dos kilómetros al sureste del núcleo urbano, construido a finales del siglo XII o principios del XIII. Este monumento está catalogado como bien de interés cultural desde 1983.

## Historia
Esta iglesia se construyó en su momento para dar servicio a la desaparecida aldea de San Miguel de Párraces, dependiente de la abadía de Santa María Real de Párraces, ubicada esta última en el actual término municipal de Bercial. San Miguel siempre fue una pequeña aldea que casi se había despoblado a finales del siglo XVI, y al desaparecer su término y la iglesia pasó a depender de su vecina, Villoslada.
La ermita fue declarada bien de interés cultural el 3 de octubre de 1983.

## Descripción

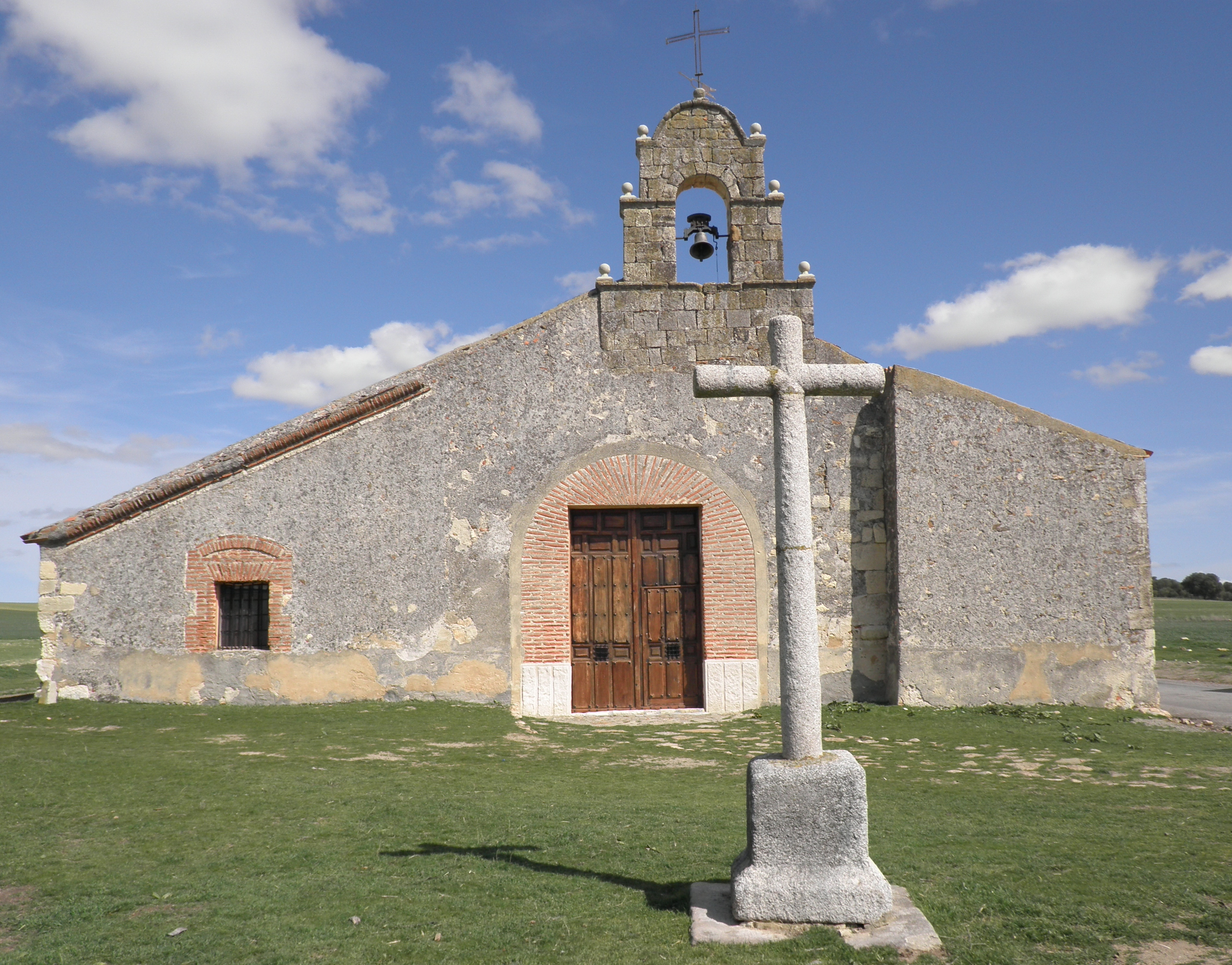
Frontal de la iglesia.

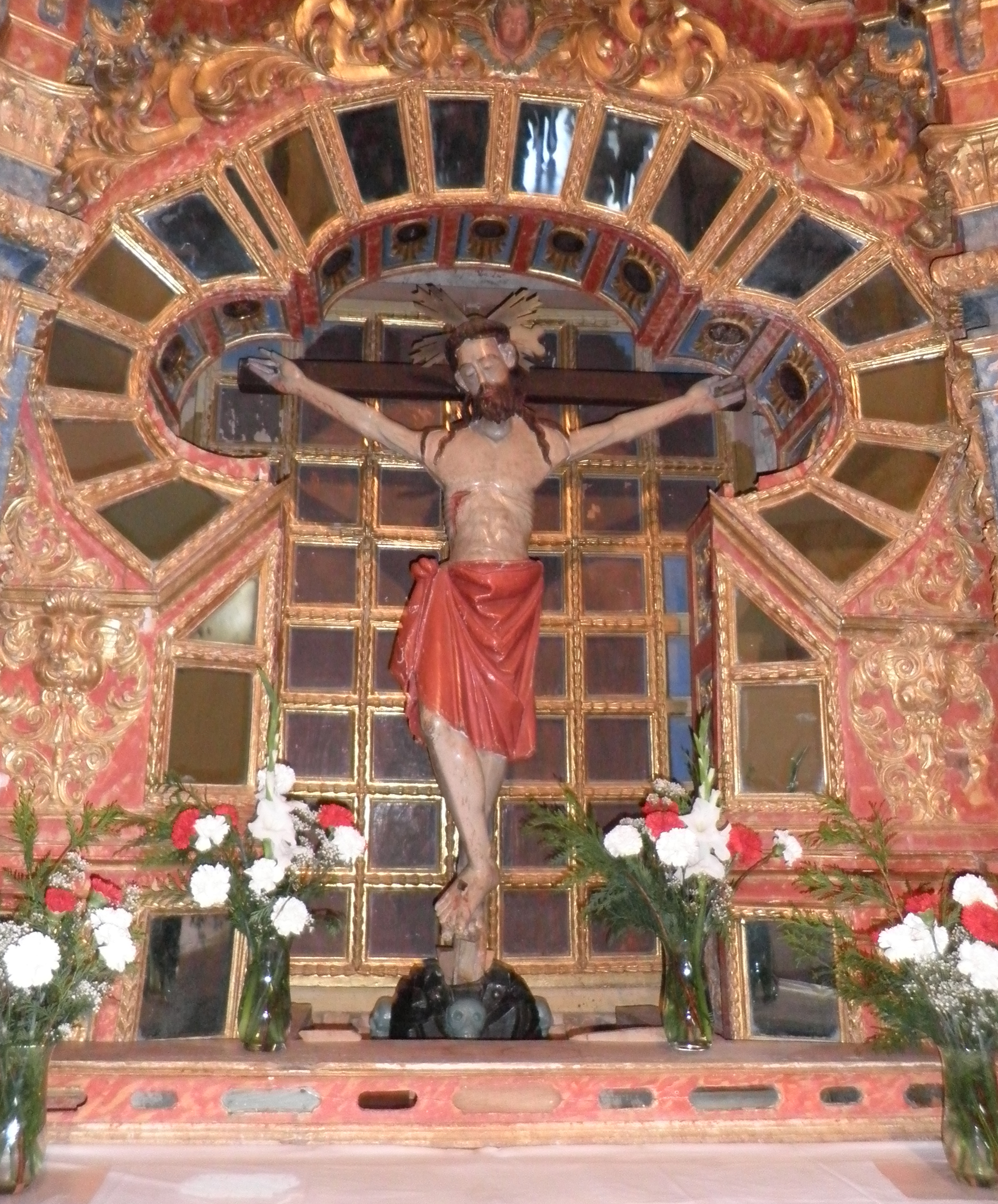
Talla románica de Cristo crucificado, del.

La ermita de San Miguel de Párraces es un ejemplo del románico puro, con fábrica de sillería, que destaca entre el románico de ladrillo más habitual en la región. Consta de una sola nave terminada en un ábside semicircular, que presenta canecillos en la cornisa y ventanas saeteras, la central enmarcada con columnas rematadas en capiteles vegetales. Su cabecera es recta y está coronada por una espadaña, que se añadió en el siglo XVII. Su elemento más notable es el pórtico de su fachada sur, actualmente cegado, flanqueado por cuatro arcos de medio punto apoyados en columnas pareadas con capiteles decorados toscamente con motivos vegetales. El ala norte con cubierta de madera y la sacristía son de época muy posterior.
En el interior del templo hay un arco apoyado sobre sendas columnas con capiteles que recuerdan vagamente al orden corintio que da 
acceso al presbiterio, donde se encuentra un colorido retablo barroco en madera dorada y decorado con 
tonos rojos y azules. Fue 
realizado entre 1754 y 1768 y está presidido por una hierática talla románica de un Cristo crucificado, recatadamente cubierto con un paño rojo de cintura para abajo, denominada en el lugar el «Santo Cristo», que data del siglo XIII. Otra peculiaridad de esta talla consiste en que presenta sólo tres clavos, cuando lo habitual en los cristos románicos es tener cuatro.